# Гинзбург, Абрам Моисеевич
Абрам Моисеевич Гинзбург (1878—1937) — российский революционер-меньшевик еврейского происхождения, экономист, публицист. Печатался в изданиях «Торгово-промышленная газета», «Известия Киевской городской думы»; использовал литературные псевдонимы Г. Наумов и Velox.

## Биография
Родился 8 сентября 1878 года[по какому календарю?] в местечке Ильино Велижского уезда Витебской губернии, в семье лесопромышленника, купца 1-й гильдии.
После окончания в 1897 году Витебской мужской Александровской гимназии (где учился в одном классе с Б. С. Цетлиным) неудачно пытался поступить в университет, после чего был привлечён к революционной работе: стал членом первого Витебского комитета социал-демократической партии, связанного с «Бундом». Использовал партийные псевдонимы «Шлеймке», «Андрей», «Григорий», «Ефим», «Наум».
После кратковременного ареста в Витебске в августе 1898 года уехал в Харьков. В 1898 году начал учиться в Харьковском университете, в следующем году уехал в Двинск; в конце 1899 года стал членом Екатеринославского комитета РСДРП; в январе 1902 года избран членом ЦК «Союза южных комитетов и организаций» РСДРП. В 1902 году был арестован за революционную пропаганду в рабочих кружках Витебска и выслан в Иркутск, где женился; там же родились его сыновья.
После возвращения в 1910 году из Сибири сдал (в 1911 году) экзамены за курс юридического факультета Петербургского университета. В 1912 году семья Гинзбургов поселилась в Киеве. После февральской революции 1917 года он, будучи членом киевского комитета РСДРП (меньшевиков), стал заместителем городского головы Киева.
С 1920 года работал в киевском Губсовнархозе и Губплане; в 1920 году издал в Киеве исследование «История социализма и рабочего движения». В 1922 году переехал в Москву, где стал одним из руководящих работников ВСНХ; активно участвовал в разработке первого пятилетнего плана развития экономики СССР. Был также профессором и заведующим кафедрой экономики промышленности Московского института народного хозяйства; по материалам его лекций была издана в двух томах книга «Экономика промышленности СССР».
Первый председатель правления Всесоюзного объединения «Антиквариат». Принимал активное участие в продаже картин из коллекции Эрмитажа.
В 1931 году А. М. Гинзбург стал одним из главных обвиняемых на процессе «Союзного бюро партии меньшевиков» и приговорён к 10 годам заключения. Расстрелян 30 декабря 1937 года в Челябинске.

## Семья
- Жена — Хана (Анна Наумовна) Розенфельд (1881—1956), дочь витебского ювелира и купца 2-й гильдии Шмуля-Нейеха Розенфельда; её сестра Белла Розенфельд в 1915 году вышла замуж за художника Марка Шагала.
  - Сыновья — Валентин (1907—1976) и Леонид (1909—1943, погиб на фронте).
- Племянник — математик Борис Абрамович Розенфельд.